# Maldone
Pour plus de détails, voir Fiche technique et Distribution.
Maldone est un film français réalisé par Jean Grémillon, sorti en 1928.

## Synopsis
Maldone est un fils de famille qui a choisi de tout quitter et de travailler sur les routes. Lors d'une fête locale, il tombe amoureux d'une jeune bohémienne, Zita. Quand son frère meurt, il rentre pourtant au bercail, hérite, se marie. Quelques années plus tard, il reste traversé par le souvenir de Zita. Quand il la rencontre un soir par hasard, son désir est le plus fort, il reprend la route.

## Fiche technique
- Titre : Maldone
- Réalisation : Jean Grémillon, assisté de Georges Lacombe
- Scénario : Alexandre Arnoux
- Décors : André Barsacq
- Costumes : Léon Barsacq
- Photographie : Georges Périnal et Christian Matras
- Montage : Henriette Pinson et Emmanuel Nicolas
- Musique : Erik Satie et Jean Grémillon
- Production : Charles Dullin
- Pays de production :  France
- Format : Noir et blanc - 1,33:1 - Film muet - 35 mm
- Genre : Drame
- Durée : 102 minutes
- Date de sortie : 
  - France : 14 septembre 1928

## Distribution
- Charles Dullin : Olivier Maldone
- Genica Athanasiou : Zita
- Annabella : Flora Lévigné
- Roger Karl : Lévigné père
- Mathilde Alberti : L'épicière
- Edmond Beauchamp : Le gitan
- Geymond Vital : Marcellin Maldone
- André Bacqué : Juste Maldone, l'oncle
- Marcelle Dullin : Missia, la voyante
- Lucien Arnaud : Le voyageur
- George Seroff : Léonard, le serviteur
- Alexej Bondireff : Le patron de la péniche
- Gabrielle Fontan :
- Isabelle Kloucowski : La gitane
- Charles Lavialle : Le facteur
- Daniel Lecourtois : Un danseur
- Jean Mamy : Un marinier